# Société mathématique de France
Pour les articles homonymes, voir SMF.
La Société mathématique de France (SMF) a été fondée en novembre 1872, ce qui fait d'elle l'une des plus anciennes sociétés savantes de mathématiciens au monde. Association loi de 1901 reconnue d'utilité publique par décret du 11 février 1888, elle a pour but « l'avancement et la propagation des études de mathématiques pures et appliquées ».
Cette société, formée de membres individuels (personnes physiques) et de membres institutionnels (laboratoires de recherches, bibliothèques, institutions, etc.), rassemble mathématiciens et mathématiciennes, qu'ils soient enseignants-chercheurs, chercheurs, enseignants, utilisateurs de mathématiques dans l'industrie ou les services, amateurs de mathématiques et autres, portés vers les aspects fondamentaux de la discipline ou vers ses applications les plus variées. Son premier président a été Michel Chasles. En 2010 elle comptait 2000 adhérents. L'association est administrée par un conseil d'administration de 24 membres et un bureau élus conformément à ses statuts et à son règlement intérieur. Elle est aussi dotée d'un conseil scientifique et d'un comité des publications.

## Activités
La SMF relaie de nombreuses informations sur la recherche, l'enseignement, la communauté mathématique, des propositions d'emplois et appels à projets dans le domaine des mathématiques, en France et à l'étranger. Elle les diffuse à tous à travers son site et plus spécialement à ses adhérents par la Gazette de la Société mathématique de France et la lettre électronique mensuelle de son président.
La SMF développe et coordonne une réflexion sur l'enseignement des mathématiques à tous les niveaux, à travers sa commission Enseignement.
La SMF multiplie les actions vers les collégiens, les lycéens et le grand public, à travers des conférences comme Un texte, un mathématicien, Une question, un chercheur, Promenades mathématiques, des brochures telles qu'Explosion des mathématiques, Zoom sur les métiers des mathématiques et le prix d'Alembert. Ses activités de vulgarisation sont répertoriées dans la brochure Aimez-vous les maths ? Une page du site, Maths et Travaux, est dédiée aux réalisations de mathématiciens professionnels ou amateurs destinées à l'animation d'événements en direction du grand public.
La SMF organise des colloques (« États de la recherche », « Journées annuelles de la SMF »), en coorganise avec des sociétés savantes françaises ou étrangères et en parraine d'autres.
La SMF est membre actif du Collège des Sociétés savantes académiques de France.

## Publications

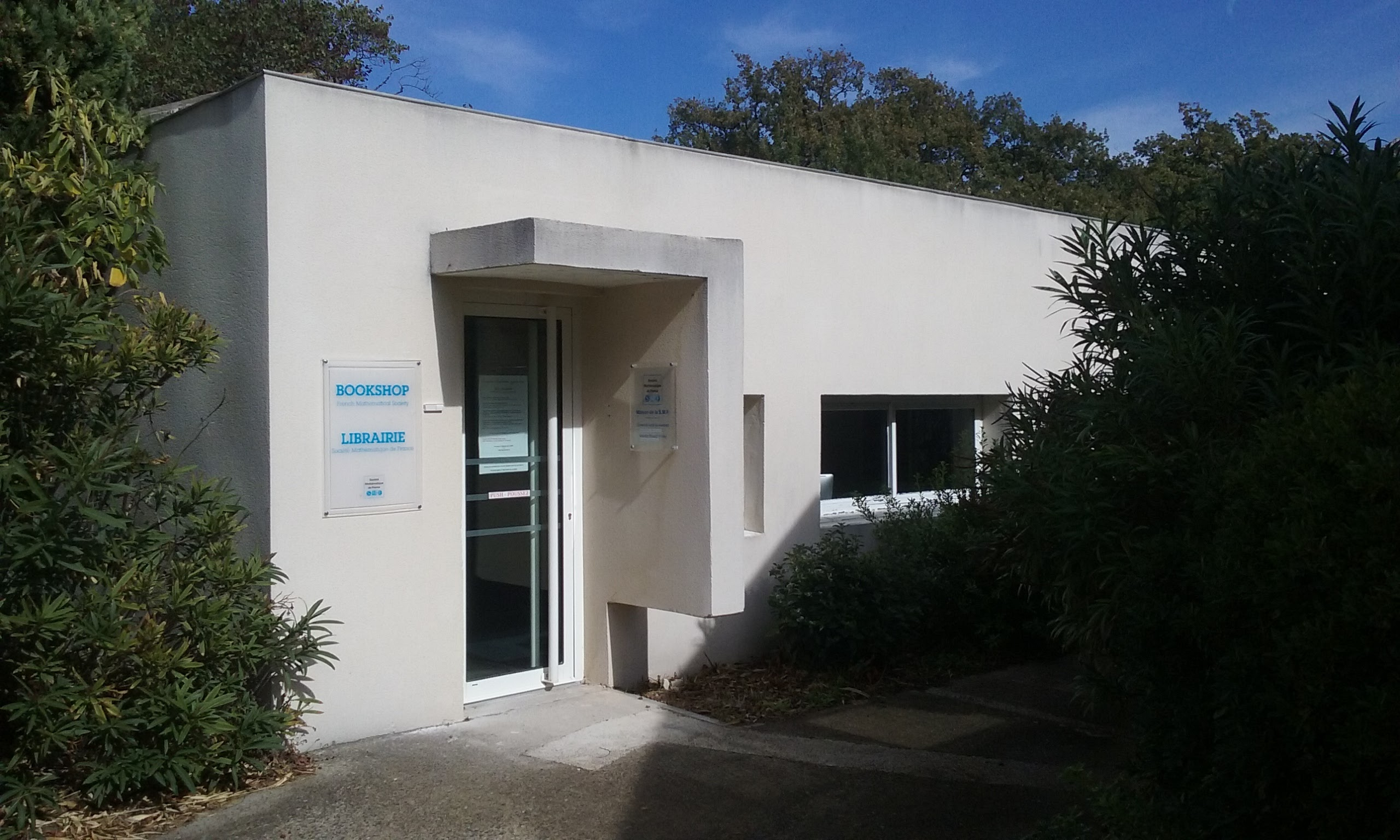
La Maison de la SMF à Luminy, Marseille, France.

Depuis sa création, la SMF est un éditeur scientifique indépendant des grands groupes d'édition.
Elle publie un nombre important de périodiques scientifiques et de collections de livres : 
- Astérisque,
- Bulletin de la SMF,
- Gazette des mathématiciens,
- La Série T,
- Mémoires de la SMF,
- Panoramas et Synthèses,
- Revue d'histoire des mathématiques,
- Séminaires et Congrès, SMF/AMS Series and Monographs, etc.

En plus de ses titres propres, la SMF assure l'édition des Annales scientifiques de l'École normale supérieure. Ces publications sont notamment en vente à l'Institut Henri-Poincaré à Paris et à la cellule de diffusion des publications, dite Maison de la SMF, située sur le site du CIRM à Marseille.
Elle soutient également des revues telles que le North-Western European Journal of Mathematics en collaboration avec ses homologues néerlandaise et luxembourgeoise, ainsi que l'Institut Fields.

## Le CIRM (Centre international de rencontres mathématiques)

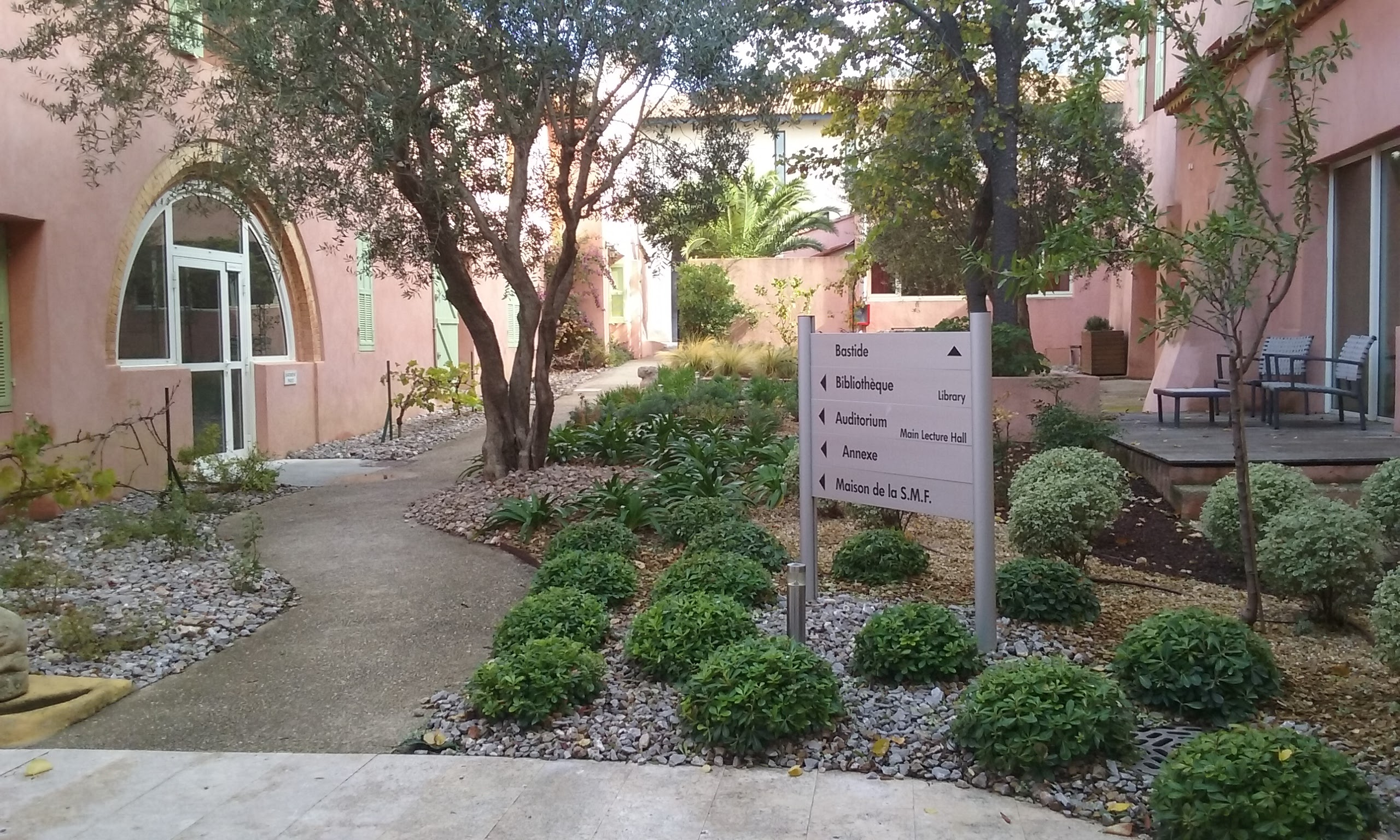
Atrium dans le bâtiment principal du Centre international de rencontres mathématiques à Luminy, Marseille, France.

La SMF héberge le Centre international de rencontres mathématiques (CIRM), et est l'une de ses tutelles scientifiques. Le CIRM est une unité mixte de service placée sous la responsabilité conjointe du CNRS, de la SMF et d'Aix-Marseille Université. Situé sur le campus de Luminy à Marseille, le CIRM accueille depuis 1981 tout au long de l'année des colloques, écoles, petits groupes de travail, recherches en binômes, et organise depuis 2008 des sessions thématiques. Le centre possède une remarquable bibliothèque mathématique (l'une des plus imposantes au monde : plus de 75 000 ouvrages ou revues).

## Prix de la SMF
Liste des prix décernés par la SMF :
- prix d'Alembert depuis 1984, « un prix visant à encourager la diffusion de la connaissance des mathématiques vers un large public »[5] ;
- prix Jacqueline-Ferrand depuis 2018, « un prix récompensant une opération pédagogique innovante dans le domaine des mathématiques »[6].

Prix décernés en association avec la Société de Mathématiques Appliquées et Industrielles (SMAI) avec le parrainage de l'Académie des sciences :
- prix Marc-Yor depuis 2017, « un prix destiné à promouvoir les probabilités et leurs applications »[7] ;
- prix Jean-Jacques-Moreau depuis 2019, « un prix récompensant des chercheuses ou chercheurs en mathématiques de la décision et optimisation »[8].

La SMF organise en outre depuis 2017 le concours SMF junior, « qui vise à promouvoir la recherche en mathématique auprès des étudiants en licence ou en master » sur le modèle du Concours Miklós Schweitzer (en) hongrois.

## Présidents
- 1873 : Michel Chasles[10]
- 1874 : Laffon de Ladebat
- 1875 : Irénée-Jules Bienaymé
- 1876 : Jules-Antoine-René Maillard de la Gournerie (1814–1883)
- 1877 : Amédée Mannheim
- 1878 : Jean Gaston Darboux
- 1879 : Pierre Ossian Bonnet
- 1880 : Camille Jordan
- 1881 : Edmond Laguerre
- 1882 : Georges Henri Halphen
- 1883 : Eugène Rouché
- 1884 : Émile Picard
- 1885 : Paul Appell
- 1886 : Henri Poincaré
- 1887 : Georges Fouret
- 1888 : Charles-Ange Laisant
- 1889 : Désiré André
- 1890 : Julien Haton de La Goupillière
- 1891 : Édouard Collignon
- 1892 : Eugène Vicaire
- 1893 : Georges Humbert
- 1894 : Henry Picquet
- 1895 : Edouard Goursat
- 1896 : Gabriel Koenigs
- 1897 : Émile Picard
- 1898 : Léon Lecornu
- 1899 : Émile Guyou (1843 - 1915)
- 1900 : Henri Poincaré
- 1901 : Maurice d’Ocagne
- 1902 : Louis Raffy
- 1903 : Paul Painlevé
- 1904 : Emmanuel Carvallo
- 1905 : Émile Borel
- 1906 : Jacques Hadamard
- 1907 : Emile Blutel
- 1908 : Raoul Perrin
- 1909 : Charles Bioche
- 1910 : Raoul Bricard
- 1911 : Lucien Lévy
- 1912 : Henri Andoyer
- 1913 : François Cosserat
- 1914 : Ernest Vessiot
- 1915 : Elie Cartan
- 1916 : Maurice Fouché
- 1917 : Claude Guichard
- 1918 : Edmond Maillet
- 1919 : Henri Lebesgue
- 1920 : Jules Drach
- 1921 : Auguste Boulanger
- 1922 : Eugène Cahen
- 1923 : Paul Appell
- 1924 : Paul Lévy
- 1925 : Paul Montel
- 1926 : Pierre Fatou
- 1927 : Bertrand de Fontviolant
- 1928 : Alexandre Thybaut
- 1929 : André Auric
- 1930 : Émile Jouguet
- 1931 : Arnaud Denjoy
- 1932 : Gaston Julia
- 1933 : Alfred-Marie Liénard
- 1934 : Jean Chazy
- 1935 : Maurice Fréchet
- 1936 : René Garnier
- 1937 : Joseph Pérès
- 1938 : Georges Valiron
- 1939 : Henri Vergne
- 1940 : ?
- 1941 : Théophile Got
- 1942 : Charles Platrier
- 1943 : Bertrand Gambier
- 1944 : Jacques Chapelon
- 1945 : Georges Darmois
- 1946 : Jean Favard
- 1947 : Albert Châtelet
- 1948 : Maurice Janet
- 1949 : Roger Brard
- 1950 : Henri Cartan
- 1951 : André Lamothe
- 1952 : Marie-Louise Dubreil-Jacotin
- 1953 : Szolem Mandelbrojt
- 1954 : Jean Leray
- 1955 : André Marchaud
- 1956 : Maurice Roy
- 1957 : André Marchaud
- 1958 : Paul Dubreil
- 1959 : André Lichnerowicz
- 1960 : Marcel Brelot
- 1961 : Gustave Choquet
- 1962 : Laurent Schwartz
- 1963 : Pierre Lelong
- 1964 : Jean Dieudonné
- 1965 : Charles Ehresmann
- 1966 : André Revuz
- 1967 : Georges Reeb
- 1968 : René Thom
- 1969 : Charles Pisot
- 1970 : Jean-Pierre Serre
- 1971 : Jean Cerf
- 1972-1973 : Jean-Pierre Kahane
- 1974 : Georges Poitou
- 1975 : Yvette Amice
- 1976 : Claude Godbillon
- 1977 : Jacques Neveu
- 1978 : Jean-Louis Koszul
- 1979-1980 : Marcel Berger
- 1981 : Michel Hervé
- 1982-1983 : Christian Houzel
- 1984 : Jean-Louis Verdier
- 1985 : Bernard Malgrange
- 1986-1987 : Jean-François Méla
- 1988 : Michel Demazure
- 1989 : Gérard Schiffmann
- 1990-1992 : Jean-Pierre Bourguignon
- 1992-1994 : Daniel Barlet
- 1994-1996 : Rémi Langevin
- 1996-1998 : Jean-Jacques Risler
- 1998-2001 : Mireille Martin-Deschamps
- 2001-2004 : Michel Waldschmidt
- 2004-2007 : Marie-Françoise Roy
- 2007-2010 : Stéphane Jaffard
- 2010-2012 : Bernard Helffer
- 2012-2013 : Aline Bonami
- 2013-2016 : Marc Peigné
- 2016-2020 : Stéphane Seuret
- 2020-2024 : Fabien Durand
- 2024-... : Isabelle Gallagher